# Pseudeminia mendoncae
Pseudeminia mendoncae är en ärtväxtart som först beskrevs av Antonio Rocha da Torre, och fick sitt nu gällande namn av Bernard Verdcourt. Pseudeminia mendoncae ingår i släktet Pseudeminia och familjen ärtväxter. Inga underarter finns listade i Catalogue of Life.